# Frederick Smith, 2. Earl of Birkenhead

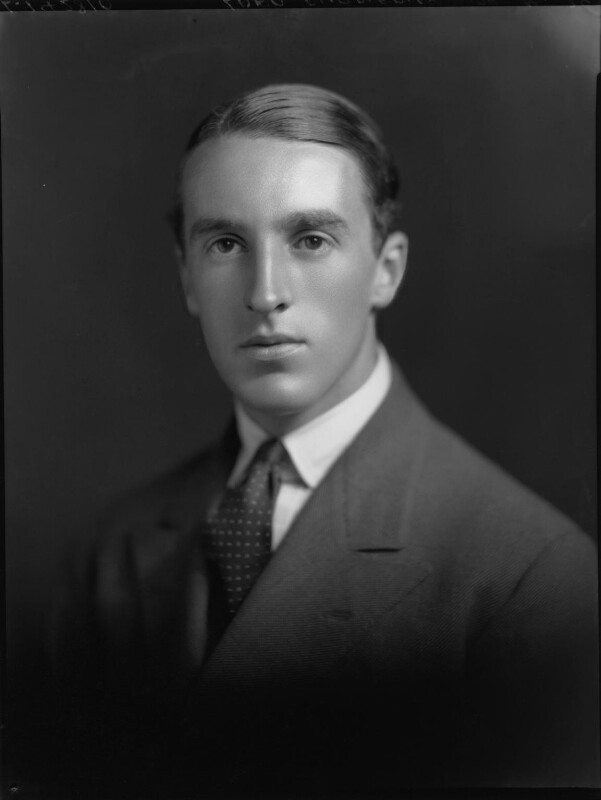
Frederick Smith, 2. Earl of Birkenhead, 1929

Frederick Winston Furneaux Smith, 2. Earl of Birkenhead (* 7. Dezember 1907; † 10. Juni 1975) war ein britischer Historiker.
Smith wurde 1907 als ältester Sohn des britischen Politikers Frederick Edwin Smith, der 1922 aufgrund seiner Verdienste als Attorney General und Kabinettsminister in den Regierungen Lloyd George und Baldwin als 1. Earl of Birkenhead in den Adelsstand erhoben wurde. Seit dieser Zeit führte Smith den Höflichkeitstitel Viscount Furneaux. Die Earlswürde seines Vaters gingen nach dessen Tod 1930 auf ihn über.
Smith besuchte Eton und später das Christ Church College der Universität Oxford. Von 1938 bis 1939 arbeitete Birkenhead als Privatsekretär des britischen Außenministers Lord Halifax. Während des Zweiten Weltkrieges diente er zunächst in einer Panzerabwehr-Einheit des britischen Armee. Später wurde er in einer Spezialeinheit für psychologische Kriegführung, unter anderem in Kroatien, eingesetzt.
Außerdem fungierte er als Lord-in-Waiting für König Georg VI. (1938–40) und Königin Elisabeth II. (1952–55).
Smith machte vor allem durch eine Reihe populärer biographischer Werke auf sich aufmerksam. So verfasste er Lebensbeschreibungen über seinen Vater, über den britischen Schriftsteller Rudyard Kipling, über den Staatsmann Lord Halifax und über Winston Churchills Berater Professor Lindemann.

## Ehe und Nachkommen
1935 heiratete Smith Sheila Berry, die zweite Tochter des 1. Viscount Camrose. Aus der Verbindung ging 1936 ein Sohn hervor, der ihm als 3. Earl im Titel nachfolgte.

## Werke
- Frederick Edwin Earl of Birkenhead, 2 Bde., 1933 und 1936.
- F.E.: The Life of F.E. Smith, First Earl of Birkenhead, London, 1960.
- The Official Life of Professor F. A. Lindemann, 1961.
- Life of Lord Halifax, 1965.
- The life of Viscount Monckton of Brenchley, 1969.
- Rudyard Kipling, 1978.

| Vorgänger             | Amt                          | Nachfolger                    |
| --------------------- | ---------------------------- | ----------------------------- |
| Frederick Edwin Smith | Earl of Birkenhead 1930–1975 | Frederick William Robin Smith |

| Personendaten    | Personendaten                                                                                  |
| ---------------- | ---------------------------------------------------------------------------------------------- |
| NAME             | Smith, Frederick, 2. Earl of Birkenhead                                                        |
| ALTERNATIVNAMEN  | Smith, Frederick; Frederick Winston Furneaux Smith, 2. Earl of Birkenhead (vollständiger Name) |
| KURZBESCHREIBUNG | britischer Historiker                                                                          |
| GEBURTSDATUM     | 7. Dezember 1907                                                                               |
| STERBEDATUM      | 10. Juni 1975                                                                                  |